# Livre d'heures de Pierre II de Bretagne
Le livre d'heures de Pierre II de Bretagne est un livre d'heures composé en 1455-1457 et commandé par Pierre II, duc de Bretagne. Ce manuscrit enluminé est conservé à la Bibliothèque nationale de France à Paris (ms. lat. 1159). Il suit la liturgie des Heures de Nantes.

## Historique
Le manuscrit est daté assez précisément entre 1455, date de la canonisation de saint Vincent Ferrier qui est représenté dans les suffrages des saints (f.128v.) et 1457, année de la mort du duc Pierre II de Bretagne à qui était destiné ce livre d'heures. Sa date de naissance (7 juillet 1418) et celle de sa femme Françoise d'Amboise (9 mai 1427) sont écrites au folio 173.
Il appartient par la suite à Marguerite de Grenaisie (morte vers 1610), femme de Jacques de Foissy, seigneur de Motheux, près de Montereau-Fault-Yonne, au début du XVIIe siècle, dont l'ex-libris apparait au premier feuillet de garde. Elle pourrait l'avoir obtenu de son grand-père, Jean de Grenaisie, conseiller du roi, qui pourrait l'avoir extrait de la bibliothèque du château de Blois au moment où il en fait l'inventaire en 1544. Il entre dans les collections de la bibliothèque royale en 1732 avec la collection de Jean-Baptiste Colbert qui le tient lui-même du legs de Jean Ballesdens.

## Description

### Codicologie
Il est composé de 177 feuillets de 19 cm sur 13 cm. Il contient un calendrier à l'usage de Nantes, des prières à la Vierge, les heures de la Vierge à l'usage de Nantes, les heures de la croix et du Saint-Esprit, les psaumes pénitentiels, les litanies des saints, et des prières dont certaines sont en français.
Le volume contient 98 miniatures : deux enlumineurs sont distingués : le peintre principal, dont il s'agit de la seule œuvre connue, auteur des miniatures et le peintre des marges, qui est également intervenu dans le livre d'heures d'Isabelle Stuart et dans le manuscrit Français 12254. Ils sont localisés à Nantes. Tous les visages des principales scènes ont été repeint en Touraine à la fin du XVe siècle ou au début du siècle suivant.

### Description des miniatures
Pierre le Simple est duc de Bretagne pendant la dernière phase de la Guerre de Cent Ans où il joue un rôle important, car après avoir adopté une position de neutralité entre les Anglais et les Français, il finit par envoyer des troupes à la bataille de Castillon, ce qui contribue à la défaite des Anglais.
Il apparaît dans son livre d'heures avec les pleins attributs de sa fonction ducale. Sur celle où il prie Dieu le Père, il est agenouillé sous un baldaquin, porte la couronne et son manteau pourpre bordé de fourrure d'hermine. Son livre d'heures est posé fermé sur le prie-dieu, tandis qu'il lève les yeux au ciel vers Dieu le Père bénissant et entouré de chérubins. Comme dans le livre d'heures de sa belle-fille, Isabelle d'Écosse, duchesse de Bretagne, les bordures présentent des vignettes avec l'hermine plain de Bretagne soutenue par un ange. En dessous du portrait officiel du duc, on remarque comme supports le lion et le griffon entourant l'écu sous forme de bouclier de tournoi surplombé par un casque, un lambrequin et un lion en cimier. Ce folio, qui illustre l'importance de la fonction du duc de Bretagne, se trouve au début du livre d'heures dans la partie consacrée au petit office de la Vierge. Le duc lui exprime sa reconnaissance et la remercie dans une prière écrite en français, lui rendant grâces de son duché de Bretagne, dont il se juge indigne. Il conclut par une demande du secours du Bon Dieu de sauver son âme et de l'aider à diriger son peuple.
Une autre miniature du début présente l'archange saint Michel tenant par la corne le diable qui tire la langue, et levant le glaive sur lui. La bordure est somptueusement décorée de motifs floraux et d'un vase duquel sortent des fraises (symbole de la Vierge Vas spirituale). La vignette de gauche illustre des pèlerins se rendant au Mont-Saint-Michel. Ils sont à pied, à cheval ou en charriot. Au-dessus de cette scène se trouve un paon faisant la roue, symbole de la Résurrection.
On remarque également que saint Vincent Ferrier fait partie de la liste de saints qui sont inclus dans ce livre de prières. Cela permet de dater le livre d'heures après 1455, date de la canonisation de ce dominicain espagnol d'origine écossaise qui fut un grand prédicateur de son époque et joua un rôle important dans le compromis de Caspe. Il fut également l'auteur de plusieurs ouvrages spirituels dont le fameux Traité de vie spirituelle. Appelé en Bretagne par Jean V de Bretagne, il mourut à Vannes en 1419, où ses reliques sont vénérées. La miniature est entourée de motifs floraux (bleuets et roses) avec au-dessus du portrait le Christ ressuscité entouré de chérubins aux quatre ailes de couleur feu.

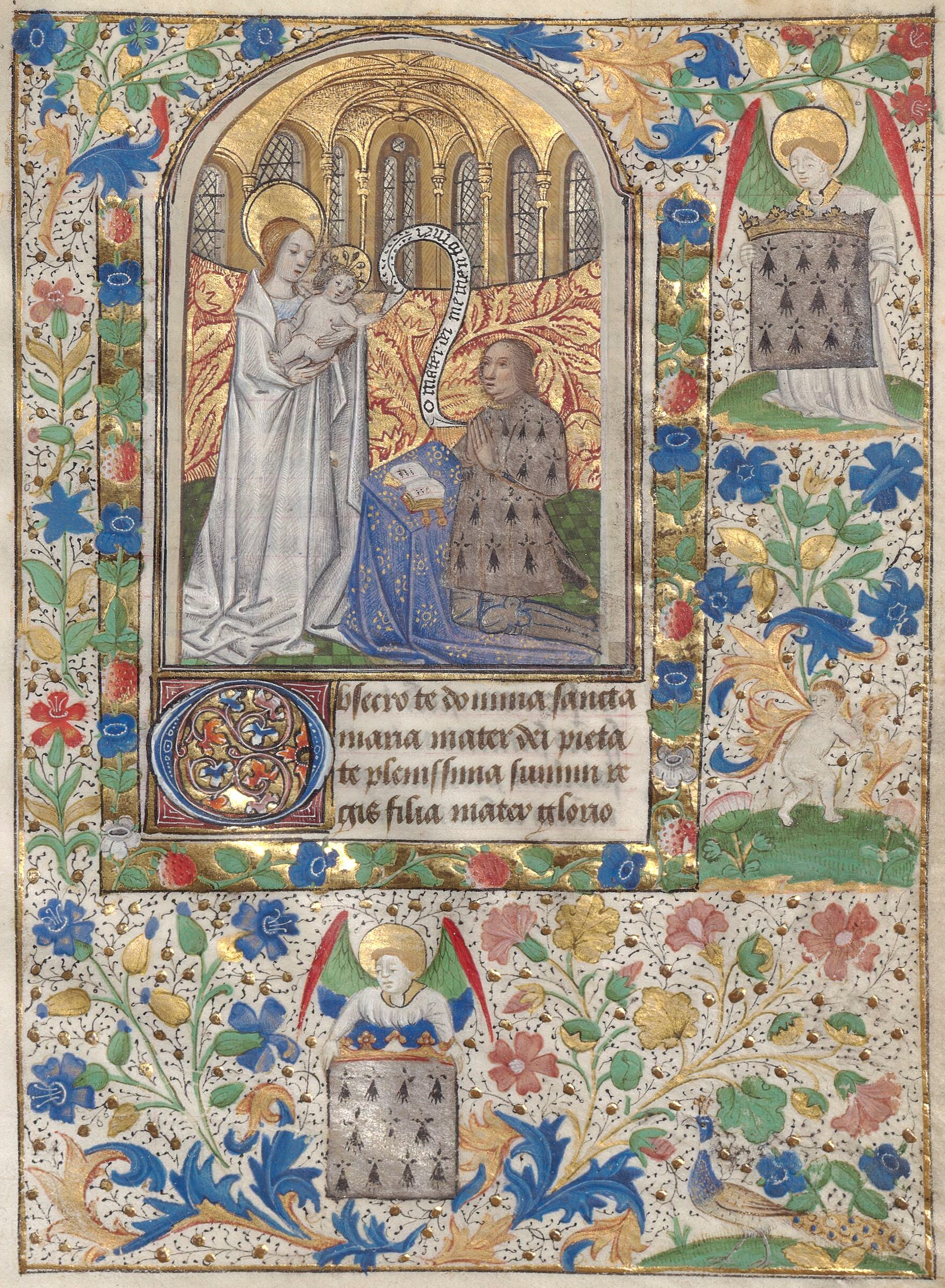
Pierre II en prière devant la Vierge à l'Enfant (Obsecro te), f.23.
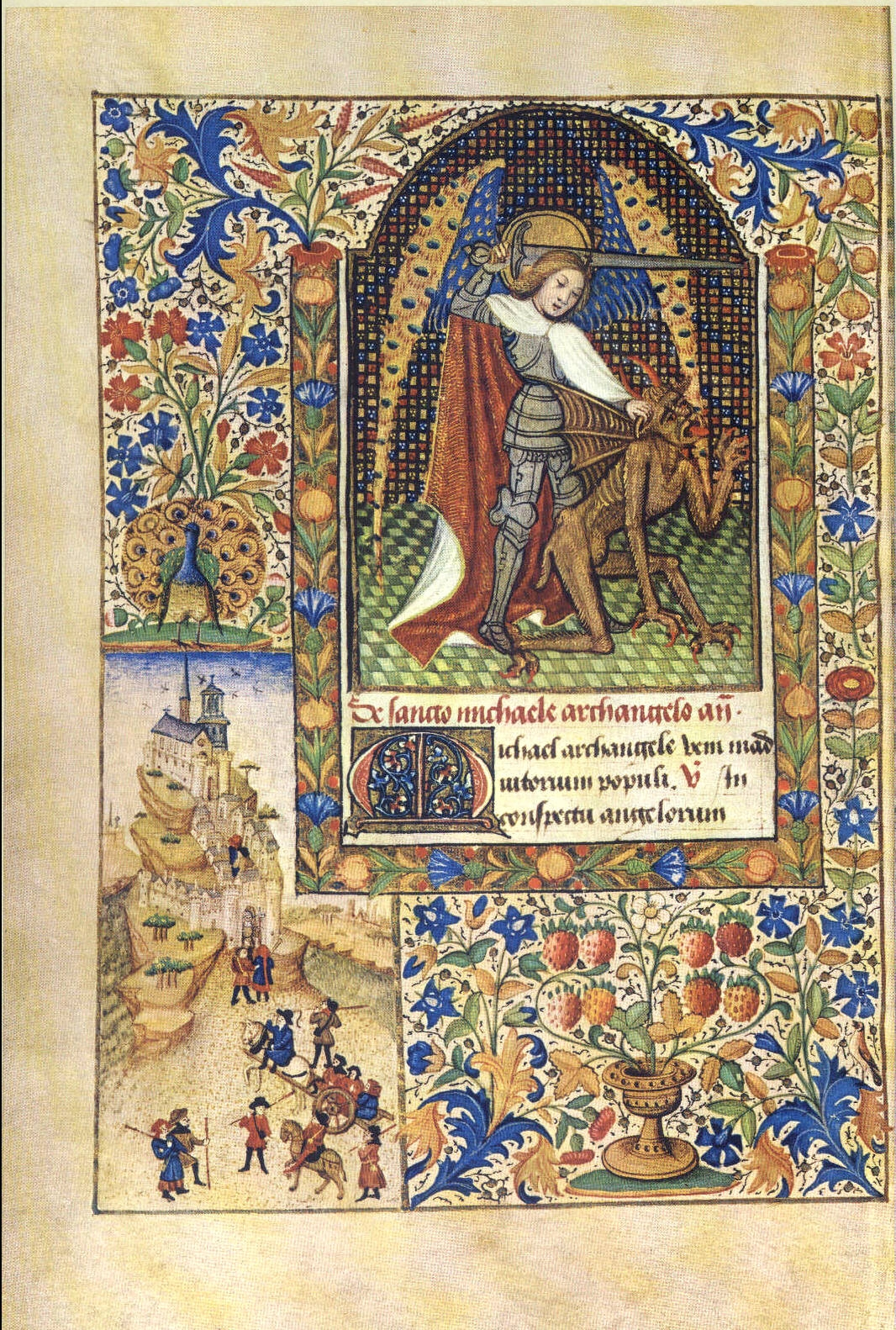
Saint Michel et le dragon, avec une représentation du Mont Saint-Michel, f.160v.
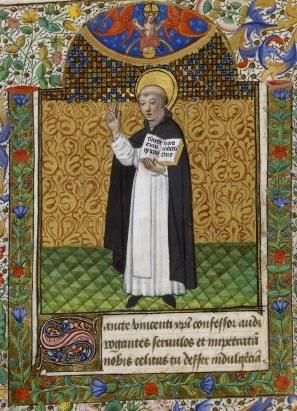
Miniature de saint Vincent Ferrier dans le livre d'heures, f.128v.